# Relations entre la Turquie et l'Ukraine
La Turquie et l'Ukraine qui disposent d'une frontière maritime en mer Noire ont vu leurs relations s'intensifier depuis la révolution ukrainienne de 2013-2014 qui a abouti à la mise en place d'un gouvernement pro-occidental et favorable à l'OTAN dont la Turquie est membre.

## Historique des relations turco-ukrainiennes
Pendant la guerre froide, l'Ukraine, membre de l'Union soviétique est opposée à la Turquie membre de l'OTAN. L'indépendance de Ukraine proclamée à la suite du référendum du 1er décembre 1991 permet un rapprochement entre les deux pays.
En 2014, la Turquie s'est fermement opposé à l'annexion de la Crimée par la Russie qui met en lumière des intérêts communs entre les deux pays. Pour l’Ukraine, la perte de la Crimée qui se double d’un conflit armé dans l’est du pays déclenche une recherche d’alliés capables de peser sur Moscou, tandis que du côté turc, c’est la suprématie navale russe en mer Noire découlant de l’annexion qui inquiète. Ainsi, pour les deux pays, ce rapprochement relève d’une logique de « désencerclement » face à la menace expansionniste russe, qui a également intégré en 2015 la Syrie dans sa zone d'influence, pays qui partage avec la Turquie une frontière de 822 kilomètres. Avec la Géorgie, l’Arménie et l'Azerbaïjan, l'Ukraine forme pour la Turquie une zone tampon avec la Russie.
Ce front commun turco-ukrainien s'affirme davantage lors de la crise russo-turque de novembre 2015, provoquée par l'incursion d'un avion de combat russe dans l'espace aérien turc abattu par l'armée de l'air turque, tandis que des milliers de combattants russes sont envoyés dans le Donbass pour soutenir les séparatistes ukrainiens. Considérant faire face à une menace armée commune, la collaboration entre les deux pays devient militaire. En avril 2016, deux frégates turques mouillent dans le port ukrainien d’Odessa, avant la signature en mai d’un premier accord de coopération militaire. Les années suivantes, la Turquie devient l'un des principaux fournisseurs de l'armée ukrainienne, à qui elle livre notamment des véhicules blindés Cobra II (en), Kirpi I ainsi que des T-122 Sakarya, TRLG-230 (en), des bombes MAM et enfin des drones Bayraktar TB2. Alors qu'en pleine crise russo-turque, ses relations se tendent avec l'Union européenne en raison des purges faisant suite à la tentative manquée de coup d'Etat en Turquie, l’Ukraine est alors son seul voisin avec lequel Ankara n’a aucun différend.
En 2019, l'élection à la présidence ukrainienne de Volodymyr Zelensky, confirme ce rapprochement turco-ukrainien : ce dernier accueille son homologue turc Recep Tayyip Erdoğan à Kiev en février 2020, avant de se rendre en Turquie en août et octobre de cette même année. 

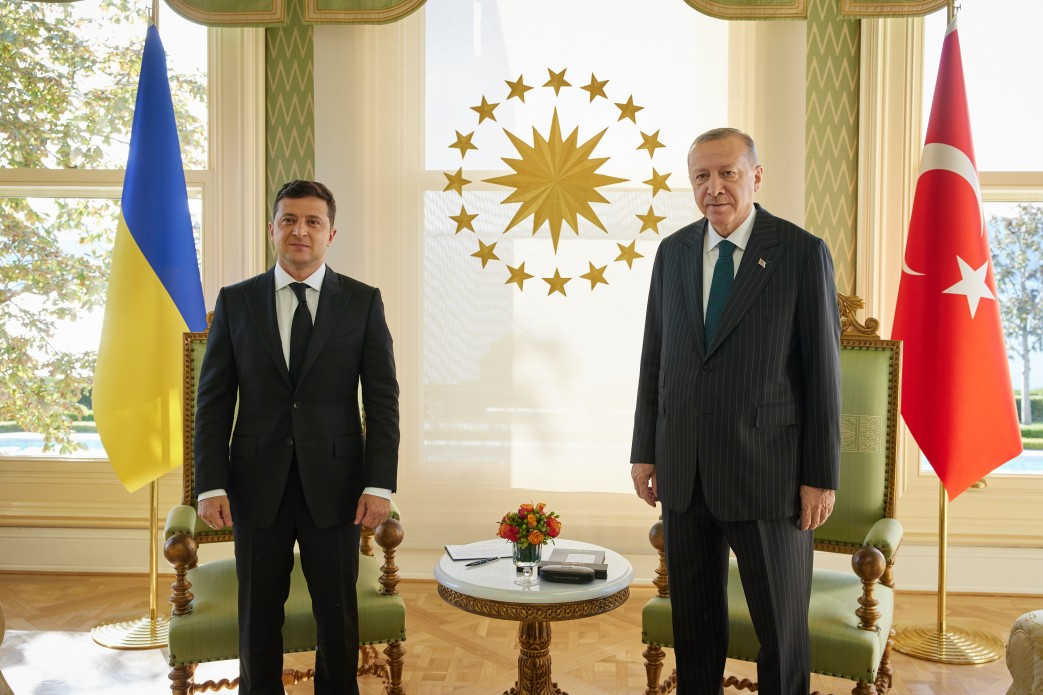
Rencontre entre Volodymyr Zelensky et Recep Tayyip Erdoğan à Kiev en octobre 2020 en Turquie.

En janvier 2022, Kiev commence à coproduire les drones de combat turcs Bayraktar TB-2 dont l'entreprise ukrainienne Motor Sich fabrique les moteurs, l'entreprise turque responsable de la fabrication de ces drones, Baykar, achète alors des terrains dans l'ouest du pays pour y construire une usine. Motor Sich doit aussi aider la Turquie à développer un nouveau drone de combat, nommé « Akinci » tandis que les deux pays collaborent dans la production de corvettes dans les chantiers navals d’un port ukrainien de la mer Noire.
Les touristes ukrainiens sont parmi les cinq premiers visiteurs réguliers des côtes turques, tandis que l’Ukraine fournit à la Turquie une partie de son blé.

## Invasion de l'Ukraine par la Russie
En février 2022, à la suite de la reconnaissance par la Russie des républiques séparatistes ukrainiennes de Donetsk et de Lougansk, Recep Tayipp Erdoğan, en déplacement en Afrique, dénonce cette décision comme inacceptable. L'invasion russe de l'Ukraine faisant suite à cette reconnaissance provoque une forte inquiétude en Turquie qui craint qu'une défaite de l'Ukraine ne face tomber un « rempart » aux ambitions expansionnistes turques,. L'Ukraine, de son côté, demande à la Turquie de fermer le détroit du Bosphore reliant la mer Méditerranée à la mer Noire en passant par Istanbul pour bloquer la circulation de la marine de guerre russe.
Ankara de son côté appelle au « dialogue » entre Kiev et Moscou, et propose sa médiation, mais refuse de se joindre aux sanctions occidentales contre Moscou et s’abstenant notamment de soutenir la motion visant à geler l’adhésion de la Russie au Conseil de l’Europe. Pour Ankara, s’aliéner Moscou pourrait avoir des conséquences graves alors que la Turquie reçoit plus de 30 % de son gaz et plus de 60 % de son blé de Russie, tandis que le fournisseur russe Rosatom construit la première centrale nucléaire turque dans le sud du pays.
Cependant, le 28 février 2022 le chef de la diplomatie turque, Mevlüt Çavuşoğlu, déclare acter de l’état de guerre entre l’Ukraine et la Russie, et par conséquent interdire à tous les bâtiments de guerre, le passage dans les détroits du Bosphore et des Dardanelles reliant la mer Noire et la Méditerranée. Malgré l'apparente neutralité de cette décision dans laquelle aucun des deux pays n'est particulièrement visé, c'est bien la Russie dont une partie de la flotte est stationnée en Méditerranée (contrairement à l'Ukraine), qui est pénalisée.
Le 10 mars 2022, la Turquie organise à Antalya une rencontre entre les Ministres des Affaires étrangères russe et ukrainien Sergueï Lavrov et Dmytro Kouleba en présence de leur homologue turc Mevlüt Çavuşoğlu, pour tenter de trouver une solution politique au conflit.
En septembre 2022, le gouvernement turc condamne les référendums d’annexion « illégitimes » de la Russie dans quatre régions sous son contrôle en Ukraine, et rappelle qu'il n'a jamais reconnu l’annexion de la Crimée.
Depuis le début du conflit, la Turquie propose, à plusieurs reprises, d'héberger des négociations de paix entre la Russie et l'Ukraine et propose aussi de déployer ses troupes sur le sol ukrainien pour y maintenir la paix Le président turc Recep Tayyip Erdoğan considère en 2023 que l’Ukraine « mérite d’intégrer l’OTAN », après sa rencontre avec Volodymyr Zelensky.  
La Turquie est présente lors du sommet de Londres sur l'Ukraine, organisé le dimanche 2 mars 2025. Le retrait des États-Unis dans l'effort de guerre face à la Russie, laisse ainsi place selon Hakan Fidan à une contribution indispensable de la Turquie à la reconstruction de l'architecture de la sécurité européenne, hors du cadre de l'OTAN.